# نيل ميتشيل (موسيقي)
نيل ميتشيل (بالإنجليزية: Neil Mitchell)‏ هو موسيقي بريطاني، ولد في 8 يونيو 1965 في Helensburgh ‏ في المملكة المتحدة.

## روابط خارجية
- نيل ميتشيل على موقع IMDb (الإنجليزية)
- نيل ميتشيل على موقع ديسكوغز (الإنجليزية)